# Rossige woudaap
De rossige woudaap (Botaurus cinnamomeus, synoniem: Ixobrychus cinnamomeus) is een vogel uit de familie Ardeidae (Reigers en roerdompen).

## Verspreiding en leefgebied
Deze soort komt voor van India tot Zuidoost-Azië, de Filipijnen en Indonesië.

## Status
De grootte van de populatie is in 2006 geschat 0,13-2,0 miljoen vogels. Op de Rode lijst van de IUCN heeft deze soort de status niet bedreigd.